# Watertoren (Hooge Zwaluwe)
De watertoren in Made is ontworpen door architect B. Oomen en gebouwd in 1948. De watertoren heeft een hoogte van 43,9 meter en heeft één waterreservoir van 600 m³. De watertoren bevindt zich aan de Brandestraat, net buiten Made.
Op dezelfde plaats stond voorheen een watertoren die was ontworpen door Hendrik Sangster, maar op 29 oktober 1944 was vernietigd. Deze was gebouwd in 1925 en ontworpen door architect Hendrik Sangster. De watertoren had een hoogte van 42,78 meter en twee waterreservoirs van 125 m³.